# Cremnocephalus albolineatus
Cremnocephalus albolineatus är en insektsart som beskrevs av Reuter 1875. Cremnocephalus albolineatus ingår i släktet Cremnocephalus, och familjen ängsskinnbaggar. Arten är reproducerande i Sverige.